# Chui
Chui je hrvatski instrumentalni kvartet osnovan 2012. godine. Njihova glazba je spoj suvremene klupske plesne glazbe s elementima jazza, elektronike i rock'n'rolla.
Kvartet čine:
- Toni Starešinić (klavijature i elektronika) - skladatelj i vođa sastava
- Vojkan Jocić (saksofon i elektronika)
- Ivan Levačić (bubnjevi)
- Konrad Lovrenčić (bas)

Tijekom godina, sastav je povremeno surađivao s drugim glazbenicima, uključujući: udaraljkaša Nenada Kovačića te članove Jazz orkestra HRT-a - trombonista Luku Žužića i bariton saksofonista Mihaela Györeka.
Glazba sastava Chui karakterizirana je fuzijom različitih žanrova. Njihov zvuk oslanja se na tradiciju fusion jazza šezdesetih, plesne glazbe i progresivnog rocka sedamdesetih, elektronike, hip-hopa i suvremenog jazza. 
Chui je nastupao na brojnim glazbenim festivalima i pozornicama: INmusic festival, Dimensions festival, Liburnia Jazz festival, Ferragosto Jam, Dubrovačke ljetne igre, Velika dvorana Vatroslava Lisinskog (Zagreb), Sava Centar (Beograd), Prilep Jazz Weekend, Kaunas Bienal (Litva) i dr. Osim u Hrvatskoj, nastupali su diljem Europe, od Francuske preko Nizozemske do Litve.
Chui je višestruki dobitnik glazbenih nagrada: Porin i Rock&Off.
U ožujku 2024. godine, sastav je objavio singl „Svemir ima novi pozivni”, koji je skladao kao himnu za prvi hrvatski satelit CroCube. Pjesma je ugrađena u memoriju satelita i postat će prva hrvatska pjesma u svemiru.

## Diskografija
Sastav je izdao sedam studijskih albuma:
- „Chui” (2012.)
- „The Second Arrival” (2013.)
- „Third Sun from the Stone” (2015.)
- „Chui Ovu Glazbu” (2017.)
- „Iz kapetanovog dnevnika” (2019.)
- „Zagreb-Berlin” (2022.) - dvostruki album, proglašen domaćim albumom godine 2022. prema anketi tjednika Nacional[7]
- „Do zvijezda” (2024.) - njihov sedmi album, na kojem surađuju s proširenom postavom glazbenika

Album „Zagreb-Berlin” sastoji se od dvije strane: prva strana „Zagreb” predstavlja nastavak prethodnog albuma „Iz Kapetanovog dnevnika”, dok druga strana „Berlin” sadrži kompozicije koje je Chui skladao za soundtrack „Berlin simfonija velegrada”, nijemog dokumentarnog filma Waltera Ruttmanna.
Naslovnicu albuma „Zagreb-Berlin” izradio je svjetski priznati hrvatski ilustrator i strip crtač Igor Kordej.